# Lybecks naturreservat
Lybeck är ett naturreservat i Ystads kommun. Reservatet består av en cirka 3,6 hektar stor ö med omgivande vatten i norra delen av Krageholmssjön.
Ön Lybeck har en sällsynt frodig vegetation med en ädellövskog som har dominerats av alm, vilken numera är hårt drabbade av almsjuka. Även undervegetationen är mycket artrik med växter som strutbräken och den rödlistade månviolen. Den rika vegetationen gör att ett flertal fågelarter häckar på ön.
Det råder beträdnadsförbud på ön Lybeck året runt. Under tiden 1 mars - 31 oktober råder även beträdnadsförbud av området från öns strandlinje och 100 m ut i Krageholmssjön.
Hela Krageholmssjön inklusive ön Lybeck är även ett natura 2000-område.

## Flora och fauna
I ädellövskogen på ön finns förutom alm (VU) även arter som ask (VU), avenbok, bok, ek och lind. I buskskiktet växer arter som besksöta, blåhallon, druvfläder, fläder och korallhagtorn. I markskiktet växer bland annat bägarnattskatta, hårig stenros, oxtunga, ramslök, strutbräken, äkta förgätmigej samt de rödlistade desmeknopp (NT), hålnunneört (NT) och månviol (NT). Av lavar finns många rödlistade arter som askvårtlav (EN), bokvårtlav (NT), blek kraterlav (NT), grå skärelav (NT), orangepudrad klotterlav (NT), rosa lundlav (NT), skriftskärelav (EN), stiftklotterlav (VU) och örlav (VU). På ön Lybeck häckar bland annat havsörn (NT). Även den fridlysta insekten bred paljettdykare finns på ön.
I Krageholmssjön finns förutom abborre och gädda den ovanliga fisken nissöga och ål (CR). På stränderna kring sjön lever tvåtandad spolsnäcka(NT).
Samtliga arter som är rödlistade enligt 2010 års klassificering har kategorin inom parentes efter namnet. 

## Historik
Ön Lybeck var i början av 1700-talet en fransk park tillhörande Krageholms slott. Parken bestod av åtta radiärt utgående gångar från öns mitt.

## Vägbeskrivning
På E65, cirka 7 km nordväst om Ystad, tar man av mot Skårby och Ystad Djurpark. Efter cirka 750 m tar man av till höger mot Sövestad och Krageholms slott. Efter ytterligare cirka 3,5 km kommer man fram till en parkering vid Krageholmssjön där ön Lybeck kan ses.  